# Piotr Kuroczyński
Piotr Kuroczyński (ur. 19 stycznia 1979 w Łodzi) – niemiecki architekt polskiego pochodzenia. Specjalizuje się w komputerowej rekonstrukcji architektury w  grafice 3D. Jego zainteresowania obejmują wirtualne środowiska badawcze, semantyczne modelowanie danych, modelowanie informacji o budowaniu, modelowanie 3D, dokumentację i standardy wizualizacji dziedzictwa kulturowego z jej poszczególnymi etapami, np. teksturowanie, ustawienie sceny, czy renderowanie.

## Życiorys
Piotr Kuroczyński dzieciństwo spędził w Łodzi. W 1990 wyjechał z rodziną do Niemiec. W Moguncji w 1999 w Gimnazjum Gutenberga uzyskał świadectwo dojrzałości i rozpoczął studia na wydziale architektury Uniwersytetu Technicznego w Darmstadt, która jest jedną z wiodących uczelni technicznych w Niemczech o wysokiej międzynarodowej renomie i uznaniu. Podczas nauki w 2004 przebywał 3 miesiące na praktykach w Oddziale Informacyjnym Muzeów Kremla w Moskwie.
Po ukończeniu studiów od 2005 prowadził badania i zajęcia dydaktyczne w Zakładzie Technologii Informacyjno-Komunikacyjnych w Architekturze u profesora Manfreda Kooba na  Uniwersytecie Technicznym w Darmstadt, u którego w 2010 obronił pracę na tytuł doktora pt.: "Die Medialisierung der Stadt - Analoge und digitale Stadtführer zur Stadt Breslau nach 1945". Był również wykładowcą w Zakładzie Projektowania Komputerowego Wspomaganego na Politechnice Warszawskiej oraz w Zakładzie Projektowania Cyfrowego na Technische Universität Darmstadt.
Od 2013  był pracownikiem naukowym i koordynatorem projektu w Instytucie Badań Historycznych Europy Środkowo-Wschodniej im. Herdera. Jest współzałożycielem i przewodniczącym Grupy Roboczej Cyfrowej Rekonstrukcji 3D w Stowarzyszeniu Nauk Humanistycznych Cyfrowych w Regionie Niemieckojęzycznym. Od 2017 roku jest profesorem informatyki stosowanej i wizualizacji w architekturze na wydziale architektury w Hochschule Mainz. Od 2018 roku jest dyrektorem Instytutu Architektury i naczelnym redaktorem serii książek Computing in Art and Architecture w Bibliotece Uniwersyteckiej w Heidelbergu.

## Publikacje
- Piotr Kuroczyński "Die Medialisierung der Stadt. Analoge und digitale Stadtführer zur Stadt Breslau nach 1945."Transcript Verlag, Bielefeld, 2011, ISBN 978-3-8376-1805-1

- Piotr Kuroczyński, Peter Bell, Lisa Dieckmann: Computing Art Reader - Einführung in die digitale Kunstgeschichte. Arthistoricum.net, Heidelberg, 2018, ISBN 978-3-947449-15-6; ISSN 2626-9546 (online); wolny dostęp pod: www.arthistoricum.net i https://books.ub.uni-heidelberg.de/arthistoricum/catalog/book/413

- Piotr Kuroczyński, Mieke Pfarr-Harfst, Sander Münster: Der Modelle Tugend 2.0 - Digitale 3D-Rekonstruktion als virtueller Raum der architekturhistorischen Forschung; Arthistoricum.net, Heidelberg, 2019, ISBN 978-3-947449-70-5 ; ISSN 2626-9546 (online); wolny dostęp pod: www.arthistoricum.net i https://books.ub.uni-heidelberg.de/arthistoricum/catalog/book/515

## Rodzice i rodzeństwo
Ojciec, Włodzimierz Kuroczyński, był adiunktem w stopniu docenta (Privat Dozent) Klinice Kardiochirurgii Uniwersytetu im. Johannesa Gutenberga w Moguncji. Matka – Maria, Milena, z d. Budlewska. Ma starszą siostrę: Paulinę (1976).